# Гололобово (городской округ Коломна)
Гололобово — село в городском округе Коломна Московской области. Население — 309 чел. (2021). До 2017 года относилось к Биорковскому сельскому поселению Коломенского района.

## Население
| 2002 | 2006 | 2010 | 2021 |
| ---- | ---- | ---- | ---- |
| 130  | ↗134 | ↘106 | ↗309 |

## Религия
В 1892 году в селе построена церковь Рождества Христова по проекту архитектора Дмитрия Евгеньевича Виноградова в стиле позднего классицизма. С 1931 года по 1995 год церковь была закрыта. За это время зданию церкви был нанесён значительный ущерб — её использовали как зернохранилище, скотобойню, клуб, грибоварку, а в последнее время там был склад азотистых удобрений. В 1995 году церковь передана Русской Православной Церкви. В настоящее время община церкви во главе с настоятелем Дионисием Басовым, а также прихожане и жертвователи, восстанавливают разрушенную церковь. С 1999 года в церкви ведутся регулярные богослужения.